# BMW CS
El BMW CS es un prototipo de automóvil del fabricante alemán BMW presentado en el año 2007. Es un sedán de cuatro puertas con aspecto de coupé que ofrece muchas nuevas características e innovaciones de BMW, como tiradores de las puertas que sólo salen cuando los sensores detectan movimiento. El motor de este prototipo probablemente sea un V8, V10 o V12. 
Se esperaba que pasara a producción para competir con el Mercedes-Benz Clase CLS, el Aston Martin Rapide y el Porsche Panamera, pero la crisis de finales de 2008 acabó con el proyecto.